# Hogna willeyi
Hogna willeyi is een spinnensoort uit de familie van de wolfspinnen (Lycosidae).
De wetenschappelijke naam van de soort werd in 1899 als Lycosa willeyi gepubliceerd door Reginald Innes Pocock.